# Jacek Haratym
Jacek Marek Haratym (ur. 11 marca 1963 w Lublinie) – lekarz, radiolog, internista, polski artysta fotograf uhonorowany tytułem Artiste FIAP (AFIAP), Excellence FIAP (EFIAP) oraz Excellence FIAP Bronze (EFIAP/b). Do 2021 członek rzeczywisty Lubelskiego Towarzystwa Fotograficznego im. Edwarda Hartwiga.  

## Życiorys
Jacek Marek Haratym jest absolwentem II Liceum Ogólnokształcącego im. Hetmana Jana Zamoyskiego w Lublinie oraz Akademii Medycznej w Lublinie. Związany z lubelskim środowiskiem fotograficznym – mieszka, pracuje, tworzy w Lublinie. Wielokrotnie uhonorowany akceptacjami, nagrodami, medalami, wyróżnieniami w Międzynarodowych Salonach Fotograficznych, objętych patronatem FIAP – w 56 krajach świata (m.in. w Australii, Stanach Zjednoczonych, Rosji). Fotografuje od początku lat 70. XX wieku.
Zajmuje się fotografią aktu, fotografią portretową – miejsce szczególne w jego twórczości zajmuje fotografia artystyczna, fotografia krajobrazowa, fotografia pejzażowa oraz fotografia przyrodnicza (w zdecydowanej większości dzikich zwierząt). W 2017 roku otrzymał tytuł Artiste FIAP (AFIAP), w 2019 roku tytuł Excellence FIAP (EFIAP), w 2021 Excellence FIAP Bronze (EFIAP/b) – tytuły przyznane przez Międzynarodową Federację Sztuki Fotograficznej FIAP, z siedzibą w Luksemburgu.